# Dave Porecki
Pas d'image ? Cliquez ici

a Compétitions nationales et continentales officielles uniquement.

b Matchs officiels uniquement.
Dernière mise à jour le 19 août 2025.
Dave Porecki, né le 23 octobre 1992 à Sydney (Australie), est un joueur international australien de rugby à XV jouant au poste de talonneur.

## Carrière

### En club
Originaire de Sydney, Dave Porecki commence sa formation rugbystique avec le club de Manly, tout en étant scolarisé à la Redlands School (en),.
Il commence sa carrière au niveau amateur avec Manly, dans le cadre du Shute Shield. Initialement formé au poste de pilier, il se spécialise au poste de talonneur lors de ses premières années en senior,. Porecki devient rapidement un cadre de son équipe grâce à sa régularité,.
En 2014, il est retenu au sein de l'effectif des North Harbour Rays pour disputer le National Rugby Championship (NRC). Il fait ses débuts professionnels le 24 août 2014 contre les Melbourne Rising. Il joue huit matchs lors de la saison, tous comme remplaçant.
L'année suivante, il est recruté en cours de saison par la franchise des Waratahs en Super Rugby, où il compense la blessure de Tatafu Polota-Nau et la suspension de Tolu Latu,. Il ne joue qu'une seule rencontre avec cette équipe, le 6 juin 2015 face aux Cheetahs, où il ne joue que deux minutes en fin de match,.
Peu après son passage aux Waratahs, il est recruté en juillet 2015 par le club anglais des Saracens, évoluant en Premiership. Il est recruté sur la base d'un contrat court de quatre mois, où il doit remplacer temporairement Jamie George et Schalk Brits pendant la durée de la Coupe du monde 2015. À son arrivée au sein du club londonien, alors qu'il qu'il est encore très perfectible dans le domaine du lancer en touche, il est pris en charge par l'entraîneur spécialiste Simon Hardy, ce qui lui permet de progresser rapidement dans ce domaine. Il ne joue qu'un seul match lors son contrat initial, mais voit ensuite son engagement prolongé jusqu'au terme de la saison, ce qui lui permet de jouer trois matchs supplémentaires. Au terme de la saison, les Saracens remportent la Coupe d'Europe et le championnat national, mais Porecki ne prend pas part aux phases finales de ces compétitions.
Après une saison avec les Saracens, il s'engage pour deux saisons avec les London Irish, qui viennent d'être relégués en Championship pour la saison 2016-2017,. Porecki participe à la remontée immédiate du club en Premiership, après une victoire en finale face à Yorkshire Carnegie. Les London Irish ne restent toutefois qu'une saison en première division, avant d'être à nouveau relégués en Championship pour la saison 2018-2019. Il prend une nouvelle fois part à la remontée immédiate du club, marquant au passage dix essais en dix-huit rencontres,. Pour la saison 2018-2020, Porecki est choisi comme l'un des co-capitaines du club. En juin 2020, après quatre saisons avec les Exiles, il décide de quitter le club, pour rentrer dans son pays natal.
De retour en Australie, il s'engage pour un contrat de trois saisons avec son ancienne équipe des Waratahs en juillet 2020,. Compensant la récente retraite de Damien Fitzpatrick, il s'engage en amont du Super Rugby AU 2020, mais ne prend pas part à la compétition. Il joue en revanche avec son ancien club de Manly en Shute Shield.
Lors de la saison 2021 de Super Rugby, il s'impose comme un cadre des Waratahs, et joue un total de douze rencontres,,. Il subit néanmoins une blessure au mollet, qui l'éloigne longuement des terrains,. En 2022, après une deuxième bonne saison, il prolonge son contrat avec les Waratahs jusqu'en 2024. En 2024, il prolonge à nouveau son contrat, cette fois jusqu'en 2026.
Porecki manque l'intégralité de la saison 2024 à la suite d'une blessure au tendon d'Achille. Après avoir un tempos envisagé d'arrêter sa carrière, il reprend finalement la compétition lors de la saison saison 2025. Il connaît une nouvelle blessure lors de cette saison, cette fois au mollet, qui l'écarte des terrains pendant deux mois. En août 2025, après une nouvelle blessure au pied subie en sélection, il annonce mettre un terme à sa carrière de joueur avec effet immédiat.

### En équipe nationale
Dave Porecki est sélectionné pour la première fois en équipe d'Australie par Dave Rennie en mars 2020. Il ne débute cependant pas en sélection lors de cette année, notamment à cause d'une blessure au mollet.
En juin 2022, il est une nouvelle fois sélectionné avec les Wallabies afin de préparer la série de test-matchs contre l'Angleterre. Il connaît sa première sélection à l'âge de 29 ans le 2 juillet 2022 lors du premier test-match face aux Anglais à Perth.
En juin 2023, il est sélectionné en équipe nationale par Eddie Jones pour participer au Rugby Championship 2023. Le 10 août 2023, il est annoncé au sein du groupe australien de 33 joueurs sélectionnés pour disputer la Coupe du monde 2023 en France. Il joue les quatre matchs de son équipe, tous comme titulaire. Il est nommé capitaine pour le troisième match face aux Fidji, à la suite du forfait de Will Skelton. Il l'est également pour le quatrième match de poule face au Portugal, marquant un essai à cette occasion. Son équipe termine la compétition par une très décevante élimination en poule.
Après avoir manqué l'intégralité de la saison 2024 sur blessure, il retrouve les Wallabies en juin 2025, étant sélectionné par Joe Schmidt pour affronter les Lions britanniques lors de leur tournée en Australie,. Il est ainsi titulaire pour le match de préparation face aux Fidji. Il subit toutefois une commotion cérébrale lors du match, ce qui lui fait manquer le premier test face aux Lions. Il fait son retour pour le second test, mais une blessure au pied le pousse à déclarer forfait du troisième match. Finalement, cette blessure le pousse à mettre un terme à sa carrière de joueur en août 2025.

## Palmarès

### En club
- Vainqueur de la Premiership en 2016 avec les Saracens.
- Vainqueur du RFU Championship en 2017 et 2019 avec les London Irish.

## Statistiques
Dave Porecki compte 21 capes en équipe d'Australie, dont 19 en tant que titulaire, depuis le 2 juillet 2022 contre l'équipe d'Angleterre à Perth. Il inscrit deux essais (soit dix points).
Il participe à deux éditions du Rugby Championship, en 2022 et 2023. Il dispute sept rencontres dans cette compétition.